# 孫榮輝
孫榮輝（1947年—），又名孫榮吉，台灣男演員、歌仔戲導演。其父親孫貴為歌仔戲戲班工作的京劇演員，他自幼跟父親學習身段武功等京劇藝術，並在戲班裡學習歌仔戲藝術。妹妹孫翠鳳是明華園劇團台柱。

## 生平
1962年到1963年間參加中華民國聯勤總部經營的京劇團隊「明駝劇隊」，演京劇。
後來考進香港邵氏電影公司做武打演員，與張徹、高寶樹、劉家良等導演合作，參與的電影有《八國聯軍》、《八道樓子》、《潮州怒漢》、《怪拳怪招怪師父》、《方世玉大破梅花莊》等。
回國後，曾任台視楊麗花歌仔戲團武術指導，作品有《萬花樓》、《薛剛》、《虎膽義魄》、《薛丁山與樊梨花》、《孫臏下山》等。
他還做過華視李如麟歌仔戲團的武術指導工作。
曾應邀到菲律賓、新加坡等國巡迴公演。
他在2000年的地方戲劇比賽得到「最佳男配角獎」、「最佳導演獎」。

## 歌仔戲作品
歌仔戲導演作品有《刺客列傳·魚腸劍》、《孫悟空招親》、《八府巡按》等。
《刺客列傳·魚腸劍》、《孫悟空招親》實況錄影DVD已由直屬台灣行政院文化建設委員會的國立傳統藝術中心錄製出版。

## 電視歌仔戲

### 楊麗花歌仔戲
- 1985 擎劍雙驕
- 1986 薛剛
- 1986 孫臏下山
- 1987 王文英與竹蘆馬
- 1987 王伯東告御狀
- 1988 薛丁山與樊梨花
- 1989 泥馬渡康王

### 李如麟歌仔戲
- 1985 龍鳳姻緣 飾魏豪

## 電視劇
- 1984神鵰俠侶 中視
- 1985新西螺七劍 華視
- 1997大姐當家 中視

## 電影
- 1989 - 立體奇兵
- 1985 - 亡命忍者
- 1984 - 霹靂情
- 1983 - 甲子玄機
- 1982 - 浪女神龍劍
- 1980 - 舞拳
- 1980 - 大地勇士
- 1980 - 南北腿王
- 1979 - 醉步迷猴
- 1979 - 丐幫傳奇
- 1979 - 錦衣衛
- 1976 - 八國聯軍
- 1976 - 八道樓子
- 1973 - 潮州怒漢

## 外部連結
- 台灣國立傳統藝術中心孫榮輝資料網頁（页面存档备份，存于）